# Meteorit d'Orgulh
El meteorit d'Orgulh és un meteorit, una condrita carbonatada amb importància científica rellevant que va caure a Orgulh (Occitània, sud-oest de França) el 1864. El d'Orgulh és un dels cinc meteorits que es coneixen pertanyents al grup condrita CI, sent aquest el major de tots ells (14 kg). Aquest grup és important per tenir una composició que essencialment és idèntica a la del Sol, si excloem els elements gasosos com hidrogen i heli.
A causa de la seua composició extaordinàriament primitiva i la gran massa trobada, el d'Orgulh és un dels meteorits més estudiats. Un descobriment notable en aquest meteorit d'Orgulh va ser l'elevada concentració de xenó isotòpicament anòmal anomenat xenó-HL. El portador d'aquest gas és una pols de gra extremadament fi de diamant la qual és més antiga que el sistema solar mateix, i és coneguda com a grans presolars.
El 1962, Nagy et al. varen anunciar el descobriment d'"elements organitzats" incrustats al meteorit d'Orgulh els quals eren estructures biològiques suposadament d'origen extraterrestre segons ells. Aquestes varen ser posteriorment mostrades com pol·len o com espores de fongs (Fitch & Anders, 1963, vorer Bibliografia) que havien contaminat la mostra, o cristalls d'olivina.

## Caiguda
Va caure el 14 de maig de 1864, uns pocs minuts després de les 20 hores, molt a prop del poble d'Orgulh a Occitània en el sud-est francès, i van ser recollides al voltant de vint roques que el formaven dins una àrea d'unes milles quadrades. Una mostra del meteorit va ser analitzada el mateix any per François Stanislaus Clöez, professor de química al Museu d'Història Natural, qui es va fixar en la matèria orgànica que havia trobat a la mostra. Va escriure que contenia carboni, hidrogen i oxigen, i la seua composició era molt semblant a la torba de la vall de Somme o al lignit de Ringkohl prop de Kassel. Va haver un intens debat científic els dies següents, continuat fins a 1870, per tal d'esbrinar si aquesta matèria orgànica tenia o no un origen biològic.

## L'engany
En 1965, un tros del meteorit d'Orgulh, conservat a Montauban a una jarra de vidre segellada des de la seua trobada, es va veure que tenia una càpsula de llavor incrustada a dins, mentre que la capa original exterior de vidre romania aparentment inalterada. Malgrat la gran excitació inicial, la càpsula de llavor va ser identificada com de jonc europeu, enganxada al bocí de meteorit i camuflada amb pols de carbonet. La "capa de fusió" exterior era goma d'enganxar. Tot i que l'autor de la malifeta és desconegut, es pensa que l'engany estava destinat a influenciar el debat del S. XIX sobre generació espontània provant de demostrar la transformació de matèria inorgànica en orgànica.

## Reclam de fòssils
Richard B. Hoover de la NASA va reclamar que el meteorit d'Orgulh contenia fòssils, alguns dels quals eren semblants a espècies terrestres conegudes. Hoover havia reclamat prèviament l'existència de fòssils al meteorit Murchison. De qualsevol forma, la NASA es va distanciar formalment de les reclamacions de Hoover atés la mancança de ressenyes d'altres experts.